# Two Strike
Two Strike és una concentració de població designada pel cens dels Estats Units a l'estat de Dakota del Sud. Segons el cens del 2000 tenia 33 habitants.

## Demografia
Segons el cens del 2000, Two Strike tenia 33 habitants, 9 habitatges, i 7 famílies. La densitat de població era de 3,3 habitants per km².
Dels 9 habitatges en un 44,4% hi vivien nens de menys de 18 anys, en un 11,1% hi vivien parelles casades, en un 22,2% dones solteres, i en un 22,2% no eren unitats familiars. En el 22,2% dels habitatges hi vivien persones soles l'11,1% de les quals corresponia a persones de 65 anys o més que vivien soles. El nombre mitjà de persones vivint en cada habitatge era de 3,67 i el nombre mitjà de persones que vivien en cada família era de 3,86.
Per edats la població es repartia de la següent manera: un 45,5% tenia menys de 18 anys, un 12,1% entre 18 i 24, un 18,2% entre 25 i 44, un 18,2% de 45 a 60 i un 6,1% 65 anys o més.
L'edat mediana era de 20 anys. Per cada 100 dones de 18 o més anys hi havia 100 homes.
La renda mediana per habitatge era de 56.250 $ i la renda mediana per família de 23.750 $. Els homes tenien una renda mediana de 23.333 $ mentre que les dones 17.500 $. La renda per capita de la població era de 7.815 $. Cap de les famílies i el 10,3% de la població estaven per davall del llindar de pobresa.

## Poblacions més properes
El següent diagrama mostra les poblacions més properes.